# Dvor, Ljubljana
Dvor je naselje v Mestni občini Ljubljana.